# Anisagrion allopterum
Anisagrion allopterum е вид водно конче от семейство Coenagrionidae. Видът е незастрашен от изчезване.

## Разпространение
Разпространен е в Гватемала, Коста Рика, Мексико (Гереро, Халиско и Чиапас), Никарагуа и Хондурас.